# Ришкани
Ришкани (рум. Rîșcani, Ришкань) — місто в Молдові, центр Ришканського району. Розташований на річці Копочанка, притоці річки Реут, за 22 км від залізничної станції Дрокія.
Суттєва частина населення - українці; згідно даних перепису населення 2004 року - 3314 особи (30%).

## Історія
Місто веде свою історію з 1602 року.
У часи МРСР у Ришканах діяли заводи (сироробний, ефірно-олійних культур, будматеріалів) і радгосп-технікум ефірно-олійної та тютюнової промисловості. На 2000-ий рік населення становило 13000 жителів.

## Населення

### Національність
Розподіл населення за національністю за даними перепису 2004 року:
| Мова             | Відсоток |
| ---------------- | -------- |
| молдовани/румуни | 55,45%   |
| українці         | 30,87%   |
| росіяни          | 7,25%    |
| цигани           | 4,61%    |
| гагаузи          | 0,26%    |
| болгари          | 0,13%    |
| інші             | 0,76%    |
| не визначилися   | 0,67%    |

## Відомі ришканці
- Поет Мордехай Гольденберг учителював у Ришканах
- Письменник Рабой Ісаак Иосифович виріс у Ришканах
- Поет Нікітін Євген Сергійович народився й провів дитинство в Ришканах.